# Općina Selnica ob Dravi
Općina Selnica ob Dravi (slo.:Občina Selnica ob Dravi) je općina u sjevernoj Sloveniji u pokrajini Štajerskoj i statističkoj regiji Podravskoj.

## Zemljopis
Općina Selnica ob Dravi nalazi se u sjevernom dijelu Slovenije. Na sjeveru općina graniči s Austrijom. Središnji dio općine se nalazi u dolini Drave na mjestu gdje rijeka izlazi iz kanjona i ulazi u ravničarske krajeve. Sjeverno od doline Drave izdiže se planina Kozjak, a južno Pohorje.
U općini vlada umjereno kontinentalna klima.
Jedini značajan vodotok na području općine je rijeka Drava. Ostali vodotoci su mali i njeni su pritoci.

## Naselja u općini
Črešnjevec ob Dravi, Fala, Gradišče na Kozjaku, Janževa Gora, Selnica ob Dravi, Spodnja Selnica, Spodnji Boč, Spodnji Slemen, Sv. Duh na Ostrem Vrhu, Veliki Boč, Vurmat, Zgornja Selnica, Zgornji Boč, Zgornji Slemen

## Vanjske poveznice
- Službena stranica općina